# Time Keeps On Slippin’
Time Keeps on Slippin' (с англ. — «Время продолжает ускользать») — четырнадцатый эпизод третьего сезона мультсериала «Футурама». Североамериканская премьера этого эпизода состоялась 6 мая 2001 года.

## Сюжет
В этой серии команда Межпланетного экспресса собирает некие космические частицы (хронитоны от др. — греч. χρόνος — время, в переводе REN TV — хренотон), что вскоре приводит к «ускользанию» времени (герои заметили, что практически моментально прошли: день рождения Эми, нудистская вечеринка Гермеса, срыв баскетбола и т. д.). Например, сразу же после того, как вычисляется стоимость машины для устранения этой проблемы («все земные деньги»), исчезает промежуток времени, и профессору выдают чек на данную сумму.
Изобретённый механизм — огромный гравитационный насос, способный двигать звезды. По замыслу профессора вокруг дыры, в которую ускользает время, надо установить несколько звёзд, которые своим гравитационным полем будут компенсировать утечку времени и предотвратят скачки во времени.
Во время применения машины Фрай добрался до управления насосом и научился им пользоваться. Несмотря на то, что идея была «гениальной», она не сработала. Обнаружилось это после того, как Лила выдала фразу «Фрай, я никогда не выйду за тебя замуж» и мгновенно оказалась с ним у алтаря.
Осталось неясным, почему Лила согласилась выйти за Фрая замуж. Профессор предложил использовать давно изобретённую им «Машину смерти» или «Адскую машину», которая оказалось очень мощной бомбой. В этот момент проскакивает время, и корабль с бомбой оказывается возле дыры, в которую ускользает время, и Бендер закладывает бомбу. В момент отлета Фрай видит «повод», который убедил Лилу выйти за него — когда он в прошлый раз взялся за гравитационный насос, то выложил из звёзд признание в любви к ней. Однако за секунду до того, как её увидел бы кто-нибудь ещё, взорвался заряд. Признание исчезло, а Фрай так ничего и не сказал об этом Лиле.

## Персонажи
Список новых или периодически появляющихся персонажей сериала
- Дебют: Итан Бубльгум Сто Первый (Команда Ударники)
- Дебют: Сладкий Клайд (Команда Ударники)
- Дебют: Кудрявый Джои (Команда Ударники)
- Дебют: Голова Марва Элберта
- Дебют: Арахнеон (Команда Ядерных мутантов)
- Дебют: Армо (Команда Ядерных мутантов)
- Дебют: Глотриан (Команда Ядерных мутантов)
- Дебют: Ториас (Команда Ядерных мутантов)
- Дебют: Лазар (Команда Ядерных мутантов)
- Судья Рон Витти
- Линда
- Голова Ричарда Никсона
- Робопроповедник

## Изобретения будущего
- Большой гравитационный насос (англ. Bad-Ass Gravity Pump) — изобретение профессора Фарнсворта и команды Итана Бубльгума, созданное для передвижения звёзд по Вселенной с целью предотвращения новых скачков во времени. Для создания этой машины были потрачены все деньги Земли и месяцы трудов. Также можно заметить, что на конце гравитационного насоса закреплен огромный баскетбольный мяч.